# Igreja Católica Siríaca

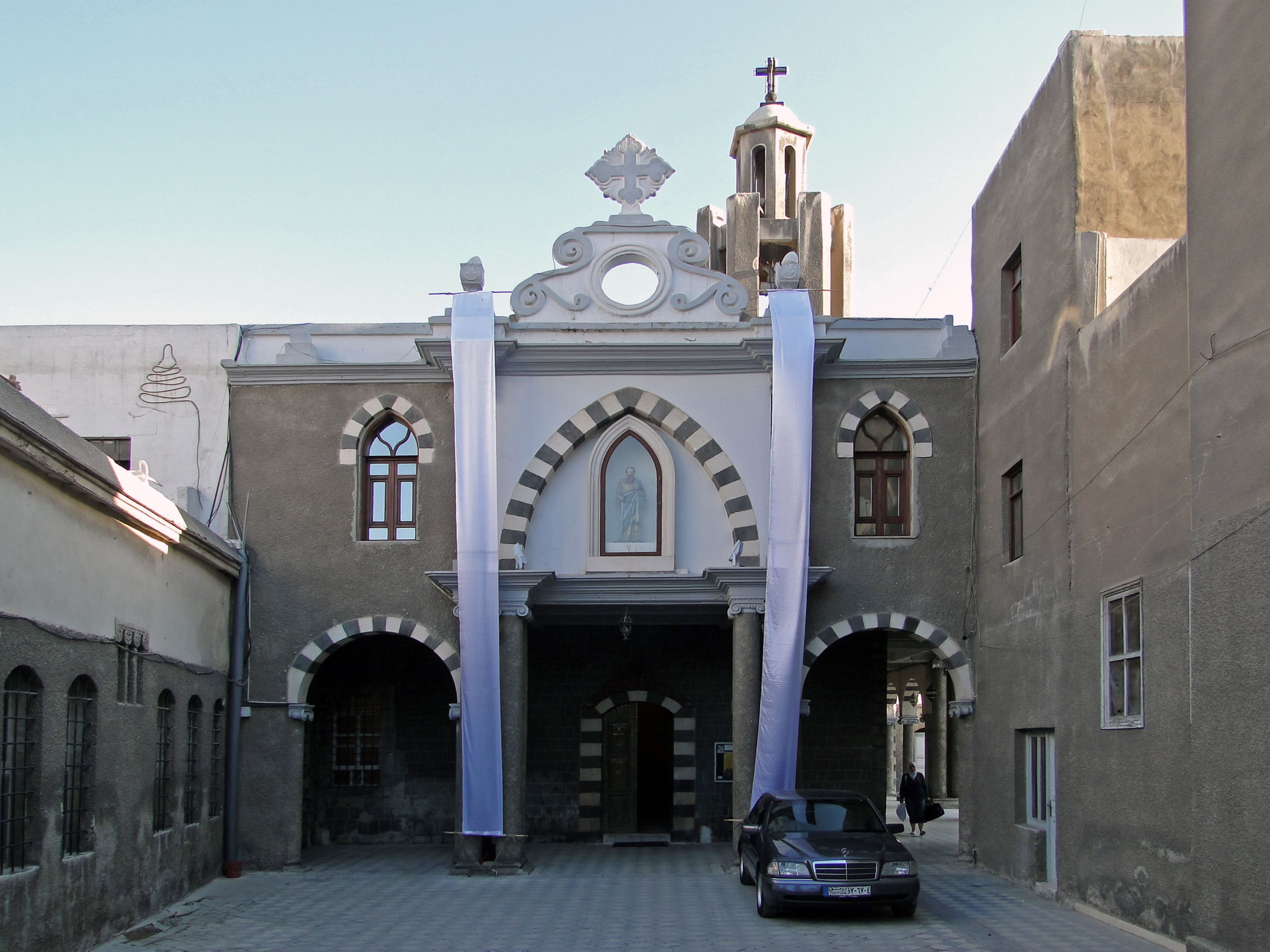
Catedral Católica Siríaca em Damasco, Síria

A Igreja Católica Siríaca ou Igreja Católica Síria é uma Igreja católica oriental sui iuris em comunhão com a Igreja Católica. A sua comunhão formal e definitiva com a Santa Sé ocorreu em 1781, quando ela separou-se definitivamente da Igreja Ortodoxa Siríaca. O seu rito litúrgico pertence à tradição siríaca de Antioquia; e utiliza o siríaco, o árabe, o aramaico, o inglês e o francês como línguas litúrgicas.
Actualmente, esta Igreja sui iuris, sediada em Beirute (Líbano), conta com cerca de 130 mil católicos. Desde 2009, ela é governada pelo Patriarca Inácio José III Younan, juntamente com o seu Sínodo. O seu Patriarca reclama também a Sé de Antioquia, auto-denominando-se por isso de Patriarca Católico Sírio de Antioquia.

## História
Durante as Cruzadas, houve vários exemplos de relações amistosas entre os católicos e os bispos ortodoxos siríacos. Alguns destes bispos parecia favorável à união com a Santa Sé, mas não houve qualquer resultado concreto.
Somente em 1626, quando vários missionários franciscanos e jesuítas começaram a trabalhar em Alepo, é que muitos ortodoxos siríacos, por influência destes missionários,  começaram a entrar em comunhão com Roma. Esta conversão gradual atingiu tal ponto que, em 1662, quando o Patriarcado ortodoxo siríaco tornou-se vacante, o partido siríaco pró-católico foi capaz de eleger um dos seus próprios, o prelado Inácio André Akhidjan, como Patriarca da Igreja Siríaca. Isto provocou uma cisão na comunidade, e depois da morte de Akhidjan, em 1677, dois patriarcas rivais foram eleitos, representando respectivamente as duas partes (uma pró-católica e a outra anti-católica). Mas, quando o Patriarca católico eleito morreu em 1702, a linha patriarcal começada por Akhidjan foi quebrada. A partir de então, e em todo o século XVIII, os católicos siríacos foram discriminados e perseguidos pelos ortodoxos siríacos, que tinham o apoio do Império Otomano. Existiram até vários períodos em que não houve até bispos que apoiassem e governassem os católicos siríacos.
Em 1781/1782, o Sínodo da Igreja Ortodoxa Siríaca elegeu o Metropolita de Alepo, Miguel de Jarweh, como Patriarca. Pouco tempo depois da sua entronização, ele declarou-se católico e refugiou-se no Líbano. Este acontecimento marca a separação definitiva entre a Igreja Católica Siríaca (unida com a Santa Sé) e a Igreja Ortodoxa Siríaca. Desde Jarweh, tem havido uma sucessão ininterrupta de Patriarcas católicos, sediados em Beirute, que reanimaram a comunidade siríaca severamente perseguida.
Após um século de perseguição, em 1829, o Império Otomano reconheceu finalmente a Igreja Católica Siríaca. Desde então, esta Igreja oriental floresceu até ao começo da I Guerra Mundial, quando muitos católicos siríacos foram massacrados pelos turcos nacionalistas (especialmente os chamados Jovens Turcos). Por isso, muitos sobreviventes tiveram de fugir da Turquia e da Síria e refugiar-se para outros países.

## Distribuição geográfica
Actualmente, a Igreja Católica Siríaca conta com cerca de 130 mil católicos, organizados nas seguintes circunscrições eclesiásticas:
Médio Oriente
- Patriarcado, sediado em Beirute;
  - Território patriarcal do Sudão (directamente dependente do Patriarcado)
- Arquieparquia metropolitana de Damasco
- Arquieparquia metropolitana de Homs
- Arquieparquia de Alepo
- Arquieparquia de Hassaké e Nisibi
- Arquieparquia de Bagdá e Kuwait
- Arquieparquia de Mosul
- Eparquia do Cairo
- Exarcado patriarcal de Baçorá e Kuwait
- Exarcado patriarcal de Jerusalém e da Terra Santa
- Exarcado patriarcal da Turquia

Resto do Mundo
- Eparquia de Nossa Senhora da Libertação de Newark (EUA e Canadá)
- Exarcado apostólico da Venezuela
- Vicariato patriarcal do Brasil
- Vicariato patriarcal da Austrália e da Nova Zelândia
- Vicariato patriarcal da Suécia
- Vicariato patriarcal da França
- Procuradoria patriarcal junto à Santa Sé, em Roma

### Eparquias, Igrejas e Mosteiros
- Archdioceses of Syriac Catholics, Iraq
  - Mar Yousif Syriac Catholic Diocese (Al Mansour, Baghdad, Iraq)
- Eparchy Our Lady of Deliverance North America
  - St. Ephrem Syriac Catholic Church (Jacksonville, Florida)
  - St. Joseph Syriac Catholic Church (Toronto, Canada)
  - Mar Touma Syrian Catholic Church, Michigan
- Syrian Catholic Archbishopric (Aleppo, Syria)
- Syriac Catholic Monastery of Mar Musa, Syria
- St. Jan Apostel van Syrische Katholieken, Netherlands